# Залив Геденштрома
Залив Геденштрома (якут. Геденштром хомото) — залив Восточно-Сибирского моря на южном берегу острова Котельный (Новосибирские острова). Вход в залив расположен между Землёй Бунге и полуостровом Фаддеевский. Залив открыт к югу, вдаётся в остров на 110 км. Ширина входа около 12 км. Глубина до 14 м.
В залив впадают реки Песчаная, Буор-Юрях, Кожевенная, Тумара-Юрях, Тумус-Юрях, Уэся-Юрях, Алын-Юрях, Эрге-Юрях, Омук-Мунна, Южная и др. В заливе расположены острова Котордыр и Тас-Ары. На выходе находятся острова Неизвестные.
Побережье залива, как и весь остров Котельный, не заселено. На восточном берегу, у выхода в море, имеется обустроенная землянка Мотогой-Джие, у одноимённой реки, и поварня Мордосхой-Джие.

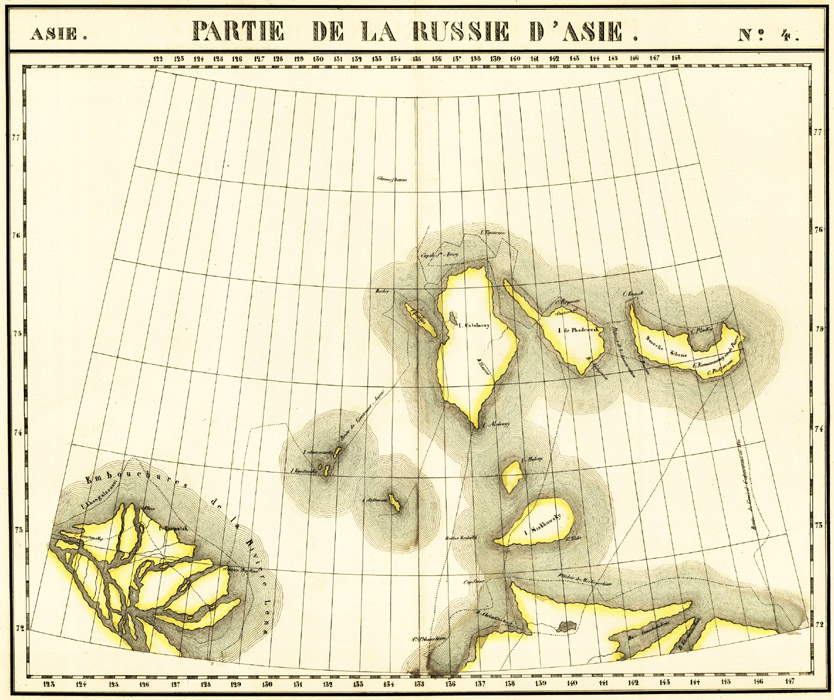
Карта Новосибирских островов (Филипп Вандермелен «Карта Азиатской России», ок. 1820). Земля Бунге ещё не была открыта, потому Фаддеевский и Котельный отображены отдельными островами, а залив Геденшторма отображён проливом.

Назван в честь исследователя севера Сибири Матвея Геденштрома, который в 1809 году прибыл на остров Фаддеевский с землемером Кожиным и мещанином Санниковым и поручил Санникову исследовать пролив между островом Фаддеевский и Котельным. Санников тогда пересёк пролив во многих местах, найдя его ширину от 7 до 30 км. В 1811 году Санников вновь объехал Фаддеевский и исследовал впадающие в море реки, причём пространство между Котельным и Фаддеевским островами, считавшееся проливом, оказалось заливом. В 1822 году капитан Пётр Анжу исследовал этот район.
Западные берега залива определяются строением Земли Бунге — они сложены в основном из песчаных грунтов. Небольшое северо-западное побережье находится у полуострова Стрелка Анжу; берега там низкие, заболоченные; имеется множество озёр и рек. Восточное побережье напротив приподнято над заливом: рельеф холмистый, достигает 34 метров.
Согласно административно-территориальному делению России залив находится в акватории Булунского улуса Якутии.